# Роберт Абрамс
Роберт Брюс Абрамс (англ. Robert Bruce Abrams; нар. 18 листопада 1960) — американський воєначальник, генерал армії США (2015), командувач Командування сил армії США, збройними силами США в Кореї та Головнокомандувача Командування Об'єднаних Націй. Учасник війн у Перській затоці, в Афганістані та Іраку.

## Біографія
Генерал Роберт Абрамс отримав освітньо-кваліфікаційний рівень вищої освіти з присвоєнням ступеня бакалавра наук у Військовій академії, ступінь магістра наук з адміністрування в Центральному Мічиганському університеті, а магістра стратегічних наук — у Воєнному коледжі армії США. Військову освіту він також здобув, навчаючись на базових та підвищення курсах бронетанкових військ, базовому курсі повітряно-десантної підготовки, у школі рейнджерів, у штабній школі видів та родів військ, у Командно-штабному коледжі армії.
Військову службу розпочав у лінійних підрозділах 3-ї бронетанкової дивізії лейтенантом, командиром взводу. Капітаном, командиром роти «D» та штабної роти служив у 1-му батальйоні 8-го кавалерійського полку 1-ї кавалерійської дивізії, брав активну участь у бойових діях в операціях «Щит пустелі» та «Буря в пустелі» майором у 3-му бронекавалерійському полку.
Посідав посади командира батальйону, офіцера оперативного відділу дивізії, командував 1-ю бригадною бойовою групою 1-ї кавалерійської дивізії, на чолі якої воював в Іраку. Пізніше був начальником штабу дивізії. Проходив службу в Об'єднаному центрі планування стратегічних операцій у Центральному командуванні США, був директором Об'єднаного центру вивчення бойового досвіду та удосконалення протимінної безпеки, що входив до Об'єднаного агентства з боротьби з нетрадиційними загрозами (англ. Joint Improvised-Threat Defeat Agency (JIDA). З 2011 до 2013 року — командир 3-ї піхотної дивізії у Форт Стюарті. Очолював Регіональне командування «Південь» у Кандагарі, Афганістан. Керував Національним тренувальним центром армії. З 2015 року — командувач Командування сил армії США, в його підпорядкуванні перебувають усі бойові частини на території континентальних Сполучених Штатів. У 2018—2021 роках на посаді командувача збройними силами США в Кореї та Головнокомандувача Командування Об'єднаних Націй.